# نهر بيونير

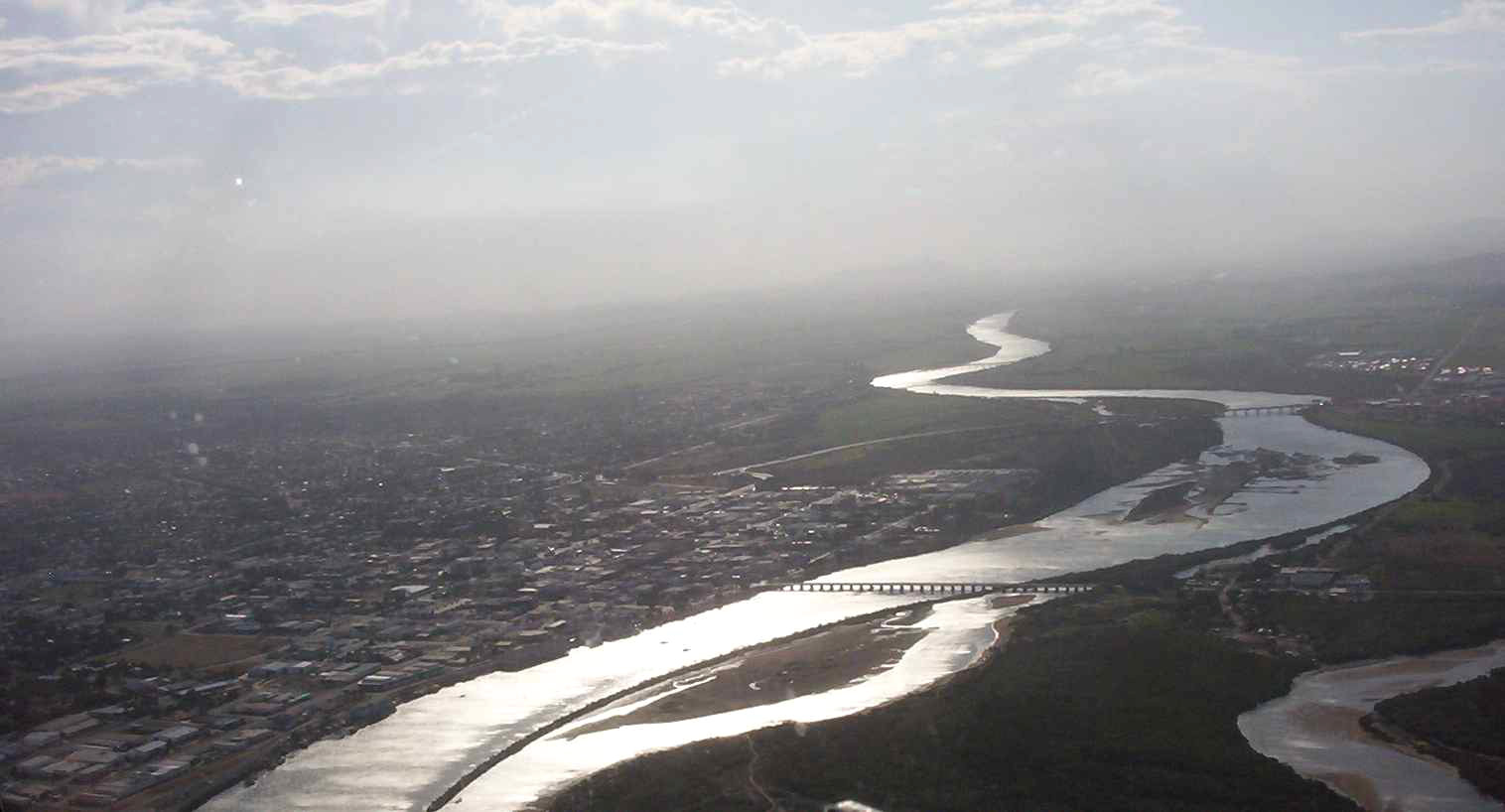
نهر بيونير
نهر بيونير بالإنجليزية (Pioneer River): هو نظام نهري بكوينزلاند, أستراليا, يتدفق عبر مدينة ماكاي Mackay, طوله 120 كم, ينبع النهر من نطاق بيناكل Pinnacle بالقرب من منطقة إبسومEpsom 63 كم, جنوب غرب مدينة ماكاي, ثم يجري النهر بإتجاه الشمال إلى وادي بيونير, حيث واحدة من أعظم المناطق في أستراليا بقصب السكر, يتأرجح النهر شرقاً في ميراني Mirani قبل أن يصب في المحيط الهادئ عند مدينة ماكاي, مساحة النهر 1550 كم2, أطول روافد النهر هو نهير كاتل Cattle Creek, النهر ضحل جداً للملاحة.
مترجم من http://en.wikipedia.org/wiki/Pioneer_River_(Queensland)